# Henry Lauterbach
Henry Lauterbach (ur. 22 października 1957 w Buttstädt) – niemiecki lekkoatleta, specjalista skoku wzwyż i skoku w dal. Podczas swojej kariery reprezentował Niemiecką Republikę Demokratyczną.

## Kariera sportowa
Początkowo specjalizował się w skoku wzwyż. Odpadł w kwalifikacjach tej konkurencji na igrzyskach olimpijskich w 1976 w Montrealu. Zajął 4. miejsce w skoku wzwyż na mistrzostwach Europy w 1978 w Pradze oraz 6. miejsce na halowych mistrzostwach Europy w 1979 w Wiedniu.
Zajął 4. miejsce w skoku wzwyż na igrzyskach olimpijskich w 1980 w Moskwie.
W późniejszym okresie startował z powodzeniem w skoku w dal. Zwyciężył w tej konkurencji na halowych mistrzostwach Europy w 1982 w Mediolanie, wyprzedzając Rolfa Bernharda ze Szwajcarii i Giovanniego Evangelistiego z Włoch.
Lauterbach był wicemistrzem NRD w skoku wzwyż w latach 1976–1978 i 1980 oraz brązowym medalistą w 1981, a w skoku w dal wicemistrzem w 1976 i 1981. Był również halowym mistrzem NRD w skoku wzwyż w 1979, wicemistrzem w 1980 oraz brązowym medalistą w 1977, a także halowym mistrzem swego kraju w skoku w dal w 1982 i wicemistrzem w 1983.
10 czerwca 1977 w Bratysławie wyrównał należący do Rolfa Beilschmidta rekord NRD w skoku wzwyż wynikiem 2,24 m. Sześć dni później Beilschmidt poprawił ten rekord na 2,27 m.

## Rekordy życiowe
Rekordy życiowe Lauterbacha:
- skok wzwyż – 2,30 m (19 sierpnia 1978, Poczdam)
- skok wzwyż (hala) – 2,26 m (17 stycznia 1979, Arnstadt)
- skok w dal – 8,35 m (2 sierpnia 1981, Erfurt)
- skok w dal (hala) – 7,93 m (6 lutego 1982, Jablonec nad Nysą)

## Rodzina
Jego starszy brat Wolfram również był lekkoatletą, finalistą mistrzostw Europy w 1974 w Rzymie.